# Andrej Melnitsjenko
Andrej Leonidovitsj Melnitsjenko (Russisch: Андрей Леонидович Мельниченко) (Krasnojarsk, 21 mei 1992) is een Russische langlaufer. Hij nam onder olympische vlag deel aan de Olympische Winterspelen 2018 in Pyeongchang.

## Carrière
Bij zijn wereldbekerdebuut, in januari 2016 in Nové Město na Moravě, scoorde Melnitsjenko direct wereldbekerpunten. Op de wereldkampioenschappen langlaufen 2017 in Lahti eindigde de Rus als 28e op de 50 kilometer vrije stijl. Tijdens de Olympische Winterspelen van 2018 in Pyeongchang eindigde hij als veertiende op de 15 kilometer vrije stijl, als 29e op de 30 kilometer skiatlon en als 48e op de sprint.
Op 1 december 2018 behaalde Melnitsjenko in Lillehammer zijn eerste toptienklassering in een wereldbekerwedstrijd. Een week later, op 8 december, stond de Rus in Beitostølen voor de eerste maal in zijn carrière op het podium van een wereldbekerwedstrijd. In Seefeld nam hij deel aan de wereldkampioenschappen langlaufen 2019. Op dit toernooi eindigde hij als dertiende op zowel de 30 kilometer skiatlon als de 50 kilometer vrije stijl. Op de wereldkampioenschappen langlaufen 2021 in Oberstdorf eindigde Melnitsjenko als twaalfde op de 15 kilometer vrije stijl.

## Resultaten

### Olympische Winterspelen
| Jaar | Plaats      | Onderdeel                                                             |
| ---- | ----------- | --------------------------------------------------------------------- |
| 2018 | Pyeongchang | 48e Sprint (klassieke stijl) 14e 15 km vrije stijl 29e 30 km skiatlon |

### Wereldkampioenschappen
| Jaar | Plaats     | Resultaten                               |
| ---- | ---------- | ---------------------------------------- |
| 2017 | Lahti      | 28e 50 km vrije stijl                    |
| 2019 | Seefeld    | 13e 30 km skiatlon 13e 50 km vrije stijl |
| 2021 | Oberstdorf | 12e 15 km vrije stijl                    |

### Wereldbeker
Eindklasseringen
| Seizoen   | Algm | DI  | SP  | TdS |
| --------- | ---- | --- | --- | --- |
| 2015/2016 | 128e | 77e | –   | –   |
| 2016/2017 | 91e  | 68e | –   | 27e |
| 2017/2018 | 61e  | 70e | 79e | 19e |
| 2018/2019 | 14e  | 8e  | 45e | 6e  |
| 2019/2020 | 11e  | 11e | 32e | 8e  |
| 2020/2021 | 8e   | 6e  | 27e | 7e  |